# Cow Rocks
Cow Rocks (dt.: Kuh-Felsen) ist ein zu St. Kitts und Nevis gehörendes Riff der Kleinen Antillen in der Karibik.

## Geographie
Der Felsen liegt in der Wasserstraße zwischen St. Kitts und Nevis.